# 27449 Jamarkley
27449 Jamarkley è un asteroide della fascia principale. Scoperto nel 2000, presenta un'orbita caratterizzata da un semiasse maggiore pari a 2,9506102 UA e da un'eccentricità di 0,1001825, inclinata di 2,42692° rispetto all'eclittica.